# Johnny Morris (Musiker)
Johnny Morris (* 30. Oktober 1935 in New York City) ist ein US-amerikanischer Jazzpianist (auch Gesang).
Morris besuchte die State University of New York und gehörte Anfang der 1960er-Jahre der Bigband von Buddy Rich an, mit dem er auf eine State Department Tournee ging. In den 1980er-Jahren trat er mit Jimmy McPartland and His All-Stars und den Jimmy Ryan’s New York Jazz All Stars (Jazz of the Connecticut Traditional Jazz Club) auf; außerdem arbeitete er mit Scott Hamilton, Ruby Braff und Roy Eldridge. Unter eigenem Namen veröffentlichte er das Album East Meets West.  Im Bereich des Jazz war er zwischen 1960 und 1982 an acht Aufnahmesessions beteiligt. Zusammen mit Sam Most schrieb er für die Buddy-Rich-Band den Titel Marbles.  Er lebt in New Canaan (Connecticut).
Morris ist nicht mit dem gleichnamigen Schlagzeuger des frühen Jazz zu verwechseln, der bei The Georgians und Paul Specht spielte, ebenso nicht mit dem amerikanischen Komiker und Schauspieler (1887–1969).

## Lexikalischer Eintrag
- The International Who's Who in Popular Music. 2002